# Antonio Sedeño y Ordaz
Antonio Sedeño y Ordaz (?- 1538, valle de los Tiznados, Reino de Tierra Firme, actual Guárico, Venezuela) fue un conquistador español y gobernador de Trinidad (actual Trinidad y Tobago) entre 1530 y 1538.

## Biografía
Fue factor de la Casa de Contratación de Indias en Puerto Rico de 1514 a 1520 a las órdenes del Tesorero Real Andrés de Haro.
Tras obtener licencia real y el nombramiento de Capitán y Gobernador General de Trinidad el 12 de julio de 1530, realizó el trayecto de Sanlúcar de Barrameda a Puerto Rico para proseguir a la isla de Trinidad. Llegó a la isla de Trinidad el 8 de noviembre de 1530 con dos carabelas y setenta hombres, desembarcando en Erin.
Comenzó la conquista del territorio mediante acuerdos con el cacique Maruana, quien veía en los españoles la posibilidad de defenderse de sus enemigos. Sin embargo, Sedeño tuvo que sofocar con la fuerza las revueltas de otros grupos como la de Cumucurapo. El apoyo de Maruana fue insuficiente y Sedeño se replegó a Puerto Rico en busca de refuerzos.
Para continuar con la conquista de isla Trinidad, Sedeño buscó un punto de apoyo en Tierra Firme en la región de Paria, explorada por Diego de Ordas. Sedeño logró el respaldo del cacique Turipari para permitir emplear Paria para acceder a isla Trinidad desde Puerto Rico. En 1532 Sedeño emprendió una nueva campaña en Trinidad, pese a las dificultades de la navegación de sus aguas, con una guarnición de ochenta soldados, venciendo a los rebeldes de Cumucurapo. La aldea fue arrasada y la población huyó a las montañas. Tras aprovisionarse en isla Margarita regresó en 1533, construyendo un fuerte en Cumucurapo que repelió un nuevo ataque en septiembre. La empresa llegó a su fin cuando las rivalidades entre los conquistadores por la región de Paria y el Orinoco, especialmente con Antonio de Herrera, dieron lugar a la retirada de su licencia. Además, se ordenó el traslado de sus efectivos a la conquista del Perú de Pizarro. Fue hecho preso orden de la Audiencia de Santo Domingo por los partidarios de Antonio de Herrera y regresó a Puerto Rico.
Emprende una nueva expedición en 1536 para la búsqueda de El Dorado con ciento cincuenta hombres pese a no contar con la licencia de la Audiencia de Santo Domingo. Al llegar a Paria tiene conocimiento de que la expedición de Jerónimo de Ortal y Antonio Herrera le lleva ventaja. Pese al abandono de parte de sus hombres y la amenaza de prisión, sigue camino dejado por Ortal y Herrera hacia el mítico país del Meta. Falleció en 1538 envenenado por su amante, una indígena esclava, en valle de los Tiznados (Guárico, Venezuela), en un episodio relatado por el cronista Gonzalo Fernández de Oviedo.